# Erik Erikson
Pour les articles homonymes, voir Erickson.
Erik Homburger Erikson, né le 15 juin 1902 à Francfort (Allemagne) et mort le 12 mai 1994 à Harwich (Massachusetts) est un psychanalyste germano-américain et un psychologue du développement. Il est l'auteur d'une théorie du développement psychosocial reposant sur huit stades psychosociaux successifs. Erikson est douzième sur la Liste des psychologues les plus cités du XXe siècle.

## Biographie
Erik H. Erikson nait en Allemagne d'un père inconnu danois et d'une mère allemande, Karla Abrahamsen, qui l'élève seule durant ses trois premières années. Lorsqu'elle se marie avec Theodor Homburger, pédiatre allemand de Karlsruhe, Erikson prend le nom de Homburger de son beau-père, qu'il modifie lors de sa naturalisation américaine pour s'appeler Erik H. Erikson.
Il commence une analyse avec Anna Freud en 1927, et devient analyste d'enfants et membre de la Société psychanalytique de Vienne en 1923. Il travaille à l'école d'Hietzing (quartier de Vienne) fondée par Anna Freud avec Eva Rosenfeld puis Dorothy Burlingham, école inspirée à la fois par la psychanalyse et par la pédagogie nouvelle, notamment la pédagogie par les projets. 
D'origine juive, Erik H. Erikson émigre en 1932 lors de la montée du nazisme en Europe. Il s'installe à Boston, où il exerce comme psychanalyste d'enfants. Il devint associé à la Harvard Psychological Clinic, tout en poursuivant des recherches à Yale. Il s'installe ensuite à Berkeley, où il fonde la Société psychanalytique de San Francisco. 
Pendant la guerre, proche de Roosevelt, il fait partie du Comité sur le sentiment national créé en 1940 pour infléchir la communication gouvernementale en matière d'information de guerre.
En 1960, il est nommé professeur au Harvard College, qu'il quitte au début des années 1970 pour retourner en Californie, puis revient à Cambridge en 1987 et enfin s'installe à Harwich au Cap Cod.

### Vie privée
Il épouse Joan Erikson. L'un de leurs enfants est porteur de trisomie 21.

## Recherches et travaux

### Théorie du développement psychosocial
À chaque stade du développement psychosocial survient une crise qui doit se résoudre par l'atteinte d'un équilibre entre des forces qui s'opposent, faute de quoi le développement du Moi risque d'être compromis. Deux crises se produisent au cours des trois premières années de vie de l'enfant. Erikson donne au mot crise le sens de tournant majeur, et non de catastrophe. À chaque crise il y a 2 pôles qui mènent à la création d'une identité positive. Un pôle bénéfique et l'autre néfaste. La résolution plus ou moins positive de ces crises amène donc à la création d'une identité plus ou moins positive selon la résolution des stades. Il ne faut cependant pas chercher à ne prendre que le positif. Dans le développement de l'identité, c'est l'équilibre entre les deux pôles qui est important. La résolution d'un stade selon Erikson, nous permet d'affronter plus facilement la résolution du stade suivant. L'équilibre possible entre les deux pôles est atteint grâce à l'acquisition d'une vertu, ce pour chacun des stades.
- Première crise : confiance contre méfiance fondamentale (0 - 18 mois)

Le premier stade coïncide avec le stade oral chez Freud. Le moyen de contact avec l'extérieur est donc la bouche. L'enfant doit pouvoir faire suffisamment confiance pour s'ouvrir au monde et recevoir ce qu'on lui donne par la bouche. Le comportement de la personne qui s'occupe du bébé est un point critique dans l'acquisition par l'enfant de cette confiance de base. L'attachement que la mère a avec le nouveau-né doit être inconditionnel pour que le bébé puisse explorer le monde avec confiance. Cependant, tout n'est pas blanc ou noir, car il faut un équilibre entre les deux pôles. L'ouverture au monde est certainement nécessaire, mais une certaine méfiance est plus que souhaitable pour la protection du bébé.
- Deuxième crise : autonomie contre la honte et le doute (18 mois - 3 ans)

Le deuxième stade coïncide avec le stade anal chez Freud. L'enjeu de ce stade est de savoir si l'enfant va pouvoir devenir une personne autonome ou non. L'autonomie est au centre de ce stade, car c'est la période où l'enfant apprend la propreté. Il apprend aussi à maîtriser son sphincter. Il a donc le contrôle de quelque chose qu'il peut maîtriser indépendamment du désir parental. Il va pouvoir décider tout seul. Pour Erikson, cette première volonté d'être soi-même est un prérequis du sentiment de libre arbitre. Cette période est en adéquation avec le moment où l'enfant expérimente et joue avec son autonomie. Il se rend compte qu'il est susceptible de provoquer la désapprobation du contexte social (parents). Cependant si l'équilibre penche trop vers le doute ou la honte, l'enfant hérite d'un sentiment de ne pas être assez bon. L'équilibre est ici aussi souhaitable.
- Troisième crise : initiative contre culpabilité (3 - 5 ans)

Période de la rentrée à l'école obligatoire. Après avoir acquis la conviction d'être une personne autonome, l'enfant est amené à définir ses ambitions et les rôles qu'il souhaite assumer. L'enjeu de ce stade serait de pouvoir poursuivre des objectifs valables sans se laisser inhiber par la culpabilité ni par la crainte paralysante de la punition. Cette capacité à oser entreprendre et à avoir des initiatives constitue la base de la curiosité et de l'ambition. La culpabilité découle de l'inertie quant à la peur d'être puni. L'équilibre se trouve dans la capacité à planifier ses actions avec la conscience que l'énergie mal canalisée peut avoir des conséquences fâcheuses.
- Quatrième crise : travail contre infériorité (5 - 12 ans)

- Cinquième crise : identité contre confusion ou diffusion des rôles (12 - 18 ans)

L'adolescent cherche à acquérir un sens cohérent de son identité, surtout de son identité sexuelle, et du rôle qu'il désire jouer dans la société. Il ne s'agit pas là de la «crise d'adolescence», qui est plutôt un phénomène culturel : c'est d'abord une importante période de questionnements existentiels, concernant surtout les «qui suis-je?» et les «que veux-je?». Le défi psychosocial est alors l'acquisition d'une identité personnelle, sexuelle, et professionnelle, ce afin que l'adolescent puisse établir son schème de valeurs. La vertu à acquérir ici est donc la fidélité, car c'est lorsque l'adolescent reste fidèle à son ou ses modèles choisis qu'il ne tendra pas vers la confusion du rôle qu'il entreprend de jouer.
Explications : Vers le milieu de l'adolescence, l'individu se reconnaît comme un être en devenir. À ce moment, l'adolescent est impliqué dans un processus important de remises en question. Pour résoudre positivement cette crise, l'adolescent doit parvenir à se définir: être bien dans son identité, assumer ce qu'il est, savoir où il va dans la vie et reconnaître les modèles et relations qui sont importants pour lui. Pour cela, il a besoin d'encouragements mais aussi d'une certaine marge de manœuvre pour faire différents essais l'aidant à nourrir son identité. Ceux qui sont trop protégés ou trop laissés libres auront tendance à entretenir plus longtemps une certaine confusion dans leur identité et leurs rôles personnels, professionnels, sexuels, affectifs et/ou sociaux. Les engagements touchant les relations avec les autres seront absents ou superficiels et les relations trop brèves. Diverses raisons peuvent expliquer un adolescent confus : des parents qui ont trop favorisé la dépendance de leur jeune; des mesures disciplinaires trop sévères, incohérentes ou absentes; des parents qui rejettent l'enfant; des modèles parentaux trop changeants; des parents trop laxistes ou qui poussent le jeune vers une autonomie trop prématurée. Il est à noter que l'influence des parents, contrairement aux précédents stades, joue le rôle le moins important des cinq premiers stades psychosociaux puisque l'adolescent se retrouve davantage tourné vers lui-même qu'auparavant.
Les trois derniers stades concernent la vie adulte.
- Sixième crise : intimité contre isolation (18 - 40 ans)
- Septième crise : générativité contre stagnation (40 - 65 ans)

Dans cette crise, l'adulte d'âge mur tend à guider les générations montantes ou à les aider à s'établir. Cet engagement, la générativité, peut se vivre en famille (l'individu s'emploie au bien-être de sa progéniture) ou au travail (l'individu cherche à transmettre ses connaissances aux plus jeunes et à les faire profiter de son expérience). En contrepartie, de cet engagement envers les autres, l'adulte d'âge mûr éprouve parfois un sentiment d'ennui, de stagnation et de repli sur soi lorsqu'il évalue sa vie en songeant désormais au temps qu'il lui reste à vivre.
- Huitième crise : intégrité contre désespoir (65 -...)

## Publications
- Young man Luther : A study of psychoanalysis and history, New York : Norton, 1958.
- Identity and the life cycle, New York, [1er éd. 1959, rééd. 1980 ; trad. allemande, Frankfurt 3e 1976]
- Enfance et société, Neuchâtel 1959, rééd. 1994 (in Actualités psychologiques et pédagogiques).
- Gandhi's truth : On the origins of militant nonviolence, New York : Norton, 1969.
  - Traduction française : La vérité de Gandhi : les origines de la non violence, Flammarion, 1974, coll. « Sciences Humaines »,  (ISBN 2082101959).
- Life history and the historical movement, New York : Norton, 1975.
- The life cycle completed. A review, New-York, 1982.
- Luther avant Luther, Flammarion, 1992, « Sciences Humaines »,  (ISBN 2082101487).
- Adolescence et crise. La quête de l’identité, 1994, rééd. 1998, coll. « Champs Flammarion Sciences »,  (ISBN 208081060X)